# Bundessicherheitswachekorps

Korpsabzeichen der Bundessicherheitswache

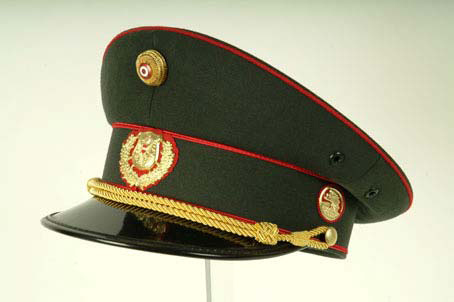
Uniformkappe der Bundessicherheitswache

Das Bundessicherheitswachekorps (kurz: Sicherheitswache (SW) genannt) war ein bewaffneter und uniformierter ziviler, jedoch nach militärischem Muster eingerichteter Wachkörper der Republik Österreich, der den Bundespolizeidirektionen Eisenstadt, Graz, Innsbruck, Klagenfurt, Leoben, Linz, Salzburg, Schwechat, Steyr, St. Pölten, Villach, Wels, Wien und Wiener Neustadt zur Wahrnehmung des Exekutivdiensts (Aufrechterhaltung der öffentlichen Ruhe, Ordnung und Sicherheit) beigegeben war. Das Korps bestand von 1869 bis zur Zusammenlegung mit Bundesgendarmerie und Kriminalbeamtenkorps zum Wachkörper Bundespolizei im Jahr 2005.

## Geschichte

### Wien

#### Vorläufer des Sicherheitswachekorps
Im Jahr 1754 werden drei Polizeiaufseher für Wien ernannt, die der niederösterreichischen Statthalterei unterstellt sind. Josef II. schafft die Stelle eines Polizei-Oberdirektors, der den Geheimdienst unabhängig von der Landesregierung zu führen hat. 1789 kommt es in Österreich zu einer Zentralisierung des Polizeiwesens und 1793 wird ein Polizeiminister ernannt.
Bis in das 13. Jahrhundert zurück reichen die Anfänge der Wiener Sicherheitswache, die sich aus dem Leopoldinischen Stadtrecht von 1221 ableitet. Damals wurde zur Aufrechterhaltung von Ruhe und Ordnung eine Art Selbstschutzvereinigung der Wiener Bürger, deren Mitglieder zur Gerichts- und Landfolge verpflichtet waren, das heißt, in gleichmäßigem Wechsel Streifendienste durch die Straßen versehen mussten.
Zur Durchführung dieser Streifgänge war das ganze Stadtgebiet in vier Viertel eingeteilt, die nach den vier großen Stadttoren, das Wiedner-, Kärntner-, Stuben- und Schottenviertel hießen und je einem Viertelmeister unterstanden, der für die Einteilung und Überwachung dieses Dienstes der Stadtbehörde verantwortlich war. Da die Bürger aber diesen Selbstschutzdienst mit der Zeit als lästig und drückend empfanden, bezahlten sie eigene Ersatzmänner. Dieses Söldnerwesen geriet jedoch bald in Unordnung und verfiel ganz.
Daher sah sich der Wiener Stadtmagistrat im Jahr 1531 genötigt, sogenannte „Feuer- und Stundenrufer“ in den Dienst zu stellen. Sie hießen auch Wachter auf den Mauern, Stadtknechte, Viertelknechte, Torsteer und Torschützen, worunter besoldete Stadtbedienstete zu verstehen waren, deren Beruf die Verhütung von Bränden war.
Außer diesen Feuerrufern gab es noch eine Truppe, die für den Sicherheitsdienst zu sorgen hatte, die sogenannte Stadtguardia. Diese wurde 1546 geschaffen, setzte sich aus entlassenen Landsknechten und Stadtwächtern zusammen und wuchs im Laufe ihres zweihundertjährigen Bestehens von 60 auf 1200 Mann an. Sie war ursprünglich eine städtische Einrichtung, die Mannschaft unterstand der Befehlsgewalt des Stadtguardiahauptmannes, dem zur Unterstützung ein Leutnant und mehrere Chargen (der Fendrich, Wachtmaister, Waibeln und Bevelshaber) zugeteilt waren. Diese Stadtwacht, die in einigen Quellen als Wienerische Knechte bezeichnet wird, wurde in der Folge vom Staat übernommen, hieß seit 1582 kayserliches Fändl und wurde 1618 in ein kayserliches Regiment umgewandelt, wodurch es als militärische Einheit dem Hofkriegsrat unterstellt war. Ihre Bekleidung bestand aus roten Pluderhosen, weißen Waffenröcken, weißen weitkrempigen Hüten mit rot-weißer Schnur und weißen Strümpfen.
Oft blieb der Sold monatelang aus und die Bediensteten vertröstet, weshalb die Stadtguardisten durch unbefugte Gewerbeausübung, besonders des Fürkaufs (Einkauf von Waren vor den Stadttoren und Verkauf mit Aufschlag auf den Märkten) und das Winkel-Leuthgeben (Ausübung des unbefugten Schankrechtes) den Zorn der Wiener Bürgerschaft erregten.
Das Bild von der Stadtguardia rundet sich durch den Bericht des Obersten Mansfeld von 1641, wonach er „mehr alte, krumpe und lambe Weinhacker, denn Soldaten“ habe. Doch schlugen sich diese bei der Türkenbelagerung von 1683 recht tapfer.
Neben der Stadtguardia entwickelte sich aus den früher genannten Feuer- und Stundenrufern seit 1547 eine Sicherheits-Tag und Sicherheits-Nachtwache. Die Sicherheits-Tagwachter hatten besonders auf die Reinhaltung der Straßen und die Bekämpfung der Bettlerplage zu achten, weshalb sie im Volksmund auch Bettelfanger genannt wurden, während sich die Sicherheits-Nachtwachter hauptsächlich auf das Stundenausrufen und das Lampenputzen zu beschränken hatte. Das Wachlokal befand sich im Brunnhäusl am Hohen Markt.
Die Unsicherheit griff jedoch so stark um sich, dass es im Jahr 1646 zur Aufstellung der Rumorwache kam, die wegen ihrer inneren Einrichtung und Zweckbestimmung als eigentliche erste Vorläuferin der Sicherheitswache anzusehen ist. Ihr ganzer Titel lautete Rumor- und Stadtsicherheitswache. Wegen ihrer gelben Rockaufschläge hieß sie im Volksmund die Schwefelbande oder Schwefelquart. Durch einen Zeitraum von über hundert Jahren lag die Rumorwache mit der Stadtguardia in einem erbitterten Streit. Deshalb löste Kaiser Karl VI. nach der sogenannten Schuhknechtrevolte im Jahr 1722 die Stadtguardia auf, ohne dass dies aber vom kaiserlichen Befehl Notiz genommen hätte. Kaiserin Maria Theresia ordnete mit Schreiben vom 20. November 1741 neuerlich die sofortig Auflösung der Stadtguardia an. Die Stadtguardisten widersetzten sich zwar auch dieser kaiserlichen Verfügung, mussten sich aber schließlich fügen.
Am 2. März 1776 wurde die Sicherheits-Tag- und Nachtwache aufgelöst und die k.u.k. Militärpolizeiwache aufgestellt. Diese bestand aus Soldaten der Linienregimenter, die sich freiwillig zu dem neuen Wachkorps meldeten, oder wenn zu wenig Meldungen einliefen, einfach dahin abkommandiert wurden. Die Soldaten standen ihrem neuen, unmilitärischem Dienst völlig teilnahmslos gegenüber, zumal ihre Instruktion mangelhaft und die Besoldung schlechter war, als jene der Linienregimenter.
Auf polizeiliche Fachkenntnisse wurde keinerlei Wert gelegt. Durch ihr brutales Vorgehen machte sich die Militärpolizei bei der Wiener Bevölkerung ebenso unbeliebt wie die frühere Stadtguardia. Nachdem die Rumorwache 1791 unter Kaiser Leopold II. aufgelöst worden war und die Unsicherheit in den Vorstädten sprunghaft anstieg, sollte 1792 eine uniformierte Civil-Polizei- und Bezirkswache in der Stärke von 64 Mann aufgestellt werden. Dieser Plan scheiterte an den Einsprüchen der militärischen Dienststellen. Jedoch wurde der Plan 1807 verwirklicht und bewährte sich.
Als die Militärpolizeiwache im Revolutionsjahr 1848 anlässlich außerhalb Wien stark verringert wurde, trat vorübergehend von 1848 bis 1851 eine Munizipalgarde als städtische Sicherheitswache an ihre Stelle. Aber schon 1851 wurde die k.u.k. Militärpolizeiwache neuerlich aktiviert und auf den Stand von 1675 Mann erhöht, während die Zivil-Polizeibezirkswache 1852 ihre Uniformen ablegte, aber Exekutivpolizei blieb und somit zur Keimzelle des Polizeiagentenkorps, dem Vorläufer des Kriminalbeamtenkorps, wurde. Die Militärpolizisten, die im Volksmund wegen ihres unhöflichen und barschen Einschreitens Zarrucks (von: „zurück!“) genannt wurden, beherrschten vielfach nicht einmal die deutsche Sprache, so dass sie die meisten Parteien mit der stereotypen Auskunft „nix Deitsch“ abweisen mussten, was schließlich zu einer allgemeinen und bequemen Form für die Ablehnung einer Amtshandlung wurde. Sie wurden den Anforderungen einer modernen Sicherheitstruppe nicht mehr gerecht und waren in der Bevölkerung so unbeliebt, dass gegen sie auch bereits tätliche Angriffe geführt wurden. Die Militär-Polizeiwache wurde im Jahr 1851 auf 2668 Mann gebracht und auch dem Namen nach reorganisiert, der Geist der Wache aber blieb derselbe.

#### Das Sicherheitwachekorps

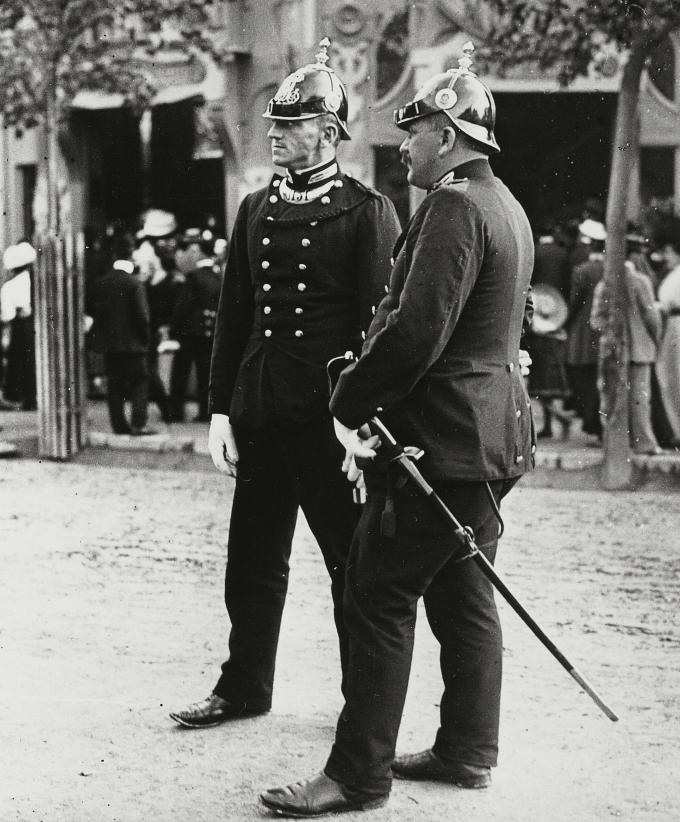
Angehörige der Wiener Sicherheitswache im Prater um 1900

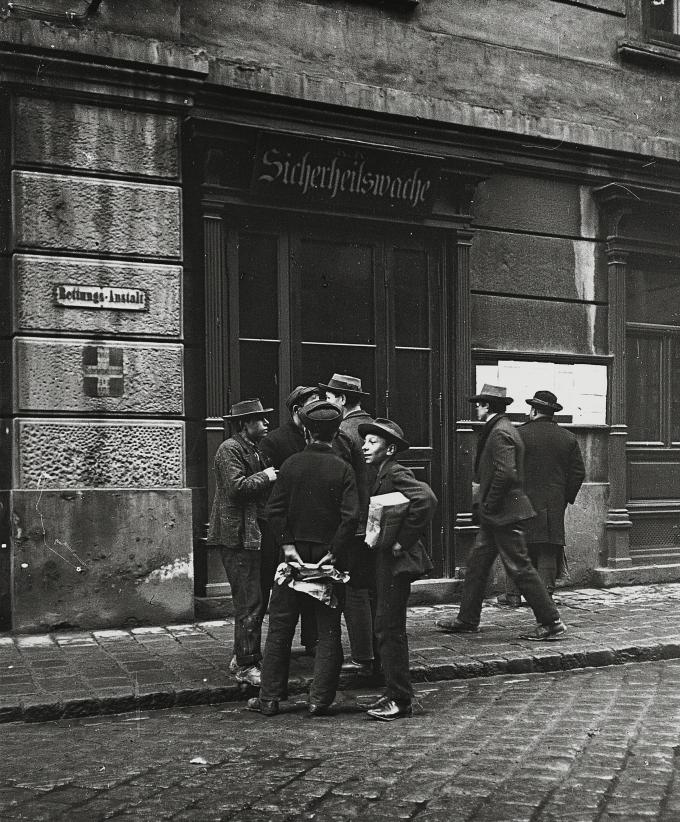
Dienststelle der Sicherheitswache um 1900

Mit Allerhöchster Entschließung vom 2. Februar 1869 genehmigte Kaiser Franz Joseph I. auf Vorschlag von Sicherheitsminister Graf Eduard Taaffe die Errichtung der k.k. Sicherheitswache in Wien. Die Wiener Sicherheitswache wurde damit, nach den Revolutionswirren des Jahres 1848, als sogenanntes Zivilinstitut gebildet und für die Aufrechterhaltung der öffentlichen Ruhe, Ordnung und Sicherheit zuständig. Ihre Vorbilder waren u. a. ihre Schwesterorganisationen in Paris und Berlin.
Am 15. Juni 1869 trat die Wiener Sicherheitswache, vorerst mit 122 Mann ihren Dienst an, am 15. Dezember 1869 verschwand der letzte Militärpolizist aus Wien. Von großer interner Bedeutung war die Einteilung des Dienstes. Zuerst erfuhr der Dienst eine Dreiteilung, später eine Zweiteilung. Am einfachsten und reibungslosesten wickelte sich der Dienst bei der Dreiteilung ab. Diese Diensteinteilung stammt aus dem Militärbereich und hatte sich über Jahrhunderte bewährt. Bereits in den Instruktionen für die Rumorwache aus dem Jahr 1706 wurde dieses System beschrieben, welches aus Dienst, Reserve und Freizeit bestand. Dieses System wurde in weiterer Folge allerdings solange durchbrochen, bis eine Zweiteilung daraus entstand.
Die Aufstellung der Sicherheitswache war jedoch nichts fundamental Neues, da schon die Rumorwache im Wesentlichen dieselbe Stellung einnahm. Jedem Einfluss der Militärbehörde entzogen, dabei doch auf militärischer Grundlage fußend, und einer staatlichen Zivilbehörde unterstehend, alles das gilt sowohl für die Rumor- als auch für die Sicherheitswache. Selbst die Ursache des Entstehens ist in beiden Fällen die gleiche. Im Jahr 1646 kam man mit der Aufstellung der Rumorwache der Bevölkerung entgegen, welche mit dem Dienst der Stadtguardia unzufrieden war, 1869 versuchte man mit der Errichtung der Sicherheitswache gleichfalls die unzufriedene Bevölkerung zu beschwichtigen. Somit kann die Sicherheitswache von 1869 in ihrer Stellung als natürliche Nachfolgerin der Rumorwache gesehen werden.
1869 betrug der Personalstand 1277 Mann. In den nächsten Jahrzehnten wuchs der Wiener Polizeirayon durch Eingemeindungen ständig, der Personalstand der Sicherheitswache konnte damit jedoch nicht mithalten. 1914 betrug der Personalstand 4350 Mann. 1873 war das Gründungsjahr der Verkehrsabteilung der Polizeidirektion Wien. Ende des 19. Jahrhunderts wurden durch die sozialen Gegensätze die Unruheherde im Kaiserreich immer mannigfacher. Große polizeiliche Ordnungsdienste sowohl friedlicher als auch unfriedlicher Natur waren an der Tagesordnung. Der damalige Personalstand betrug ca. 4400 Mann. 800 von ihnen wurden im Jahr des Beginns des Ersten Weltkriegs zum Kriegsdienst eingezogen und viele von ihnen fielen.

##### Erste Republik
Nach Ende des Krieges und der Konstituierung der Ersten Republik wurde Johann Schober, bis dahin nur (kommissarischer) Leiter der Polizeidirektion, zum neuen Wiener Polizeipräsidenten ernannt, zum bekanntesten der Zwischenkriegszeit. (Schober fungierte auch dreimal für kurze Zeit als Bundeskanzler; siehe Bundesregierung Schober I bis III.)
Er setzte die Strukturierungsmaßnahmen fort, die von seinen Vorgängern begonnen worden waren. Die Polizeidirektion Wien war in Zentralämter unterteilt. Wien selbst war in 22 Polizeikommissariate (21 Bezirkspolizeikommissariate für die damaligen 21 Wiener Gemeindebezirke und das Kommissariat Prater) mit je einer Sicherheitswacheabteilung unterteilt, die exekutive Dienststellen der Polizeidirektion waren. Jede Sicherheitswacheabteilung wurde von einem Abteilungsinspektor geleitet.
Die Kommissariatsbereiche waren in Reviere unterteilt; in jedem Revier befand sich ein Wachzimmer, meist geleitet von einem Revierinspektor. Die Reviere gliederten sich wiederum in Rayons, in denen jeweils ein Sicherheitswachebeamter, nach längerer Dienstzeit Rayonsinspektor, zu Fuß auf Patrouille zu gehen hatte (alle drei Stunden erfolgte die Ablösung durch einen Kollegen, die nächsten drei Stunden waren dann Innendienst oder Schlaf im Wachzimmer des Reviers). Die Rayons waren so kleinteilig angelegt, dass jeder in seinem Rayon Patrouillierende im Notfall per Trillerpfeife den im Nachbarrayon Patrouillierenden herbeirufen konnte.
Neben den Sicherheitswacheabteilungen in den Bezirken bzw. im Prater gab es auch zentrale Sonderabteilungen: die Schulabteilung, die Reiterabteilung, die Kraftfahrabteilung, die Fernmeldeabteilung, die Diensthunde- und die Gefangenenhausabteilung. 1927 wurde als Folge zahlreicher gewalttätiger Ausschreitungen die Alarmabteilung gegründet. Nach deren Aufstellung wurde mit der Bereitstellung von Reserveeinheiten (Reservekompanien) aus den Bezirksabteilungen begonnen.
Die politischen Konflikte zwischen Heimwehr und Schutzbund eskalierten immer mehr und gipfelten schließlich in den Ausschreitungen des Juli 1927, die zum Justizpalastbrand führten, wobei vier Polizeibeamte von Demonstranten und von der Polizei 89 Zivilisten getötet wurden. Die Sicherheitswache wurde in weiterer Folge von den politisch Verantwortlichen immer mehr zur Verfolgung politisch Andersdenkender eingesetzt. Am 12. Februar 1934 mündeten die herrschenden politischen Gegensätze im Bürgerkrieg (sozialdemokratische Lesart) bzw. im Februaraufstand (Regierungsversion), in dem die Sicherheitswache in Wien an der Seite des Bundesheeres zum Einsatz kam.
Trotz aller politischen Unruhen ging der polizeiliche Alltag weiter. Im Jahr 1935 wurde der Donaudienst gegründet und der Polizeinotruf eingeführt. Die Notrufzentrale befand sich in der Marokkanerkaserne im 3. Bezirk. Ebenfalls im Jahr 1935 wurde die Polizeiakademie gegründet, die für die zweijährige Ausbildung neuer Polizeioffiziere zuständig war.

##### Führung
Die Oberaufsicht und Kontrolle über den gesamten Exekutivdienst der Wache hatte – unter dem Polizeipräsidenten als übergeordnetem Behördenleiter – der Zentralinspektor, der im Jahr 1933 in Generalinspektor umbenannt wurde. (Die Bezeichnung Zentralinspektor fand danach nur mehr in den anderen Städten mit Bundessicherheitswache weiter Verwendung.)
- 1869–1879: August Rauscher
- 1879–1882: Josef Roth
- 1882–1894: Albin Neswadba
- 1894–1901: Rudolf von Götz
- 1901–1908: Ferdinand Gorup von Besánez (1914–1917 Polizeipräsident)
- 1908–1910: Tobias Anger
- 1910–1911: Roman Fuchs
- 1911–1923: Ignaz Pamer (1945–1946 Polizeipräsident)
- 1923–1929: Wladimir Tauber
- 1929–1933: Michael Skubl (1934–1938 Polizeipräsident)
- 1933–1938: Rudolf Manda
- 1945–1946: Ferdinand Linhart
- 1946: Ludwig Humpel (mit der Leitung betraut)
- 1946: Heinrich Hüttl (mit der Leitung betraut)
- 1946–1948: Johann Redinger
- 1948–1955: Anton Täubler
- 1956–1961: Ferdinand Lehmann
- 1961–1972: Gottfried Lipovitz
- 1972–1987: Günther Bögl (1988–1995 Polizeipräsident)
- 1988–1993: Othmar Hofstätter
- 1993–1998: Johann Schererbauer
- 1999–2002: Franz Schnabl
- 2003–2005: Ernst Holzinger

In den Jahren nach dem „Anschluss“ Österreichs durch das Deutsche Reich bis zum Ende des Zweiten Weltkriegs wurde die uniformierte Polizei als Schutzpolizei (Schupo) bezeichnet. Die Befehlshaber in dieser Zeit waren:
- 1939: Generalmajor der Polizei Herbert Becker
- 1939–1943: Generalmajor der Polizei Karl Retzlaff
- 1943–1944: Generalmajor der Polizei Kurt Bader
- 1944: Generalleutnant der Polizei Otto Schumann
- 1944–1945: Generalmajor der Polizei Kurt Bader.

## Ausbildung
Am 1. Mai 1869 wurden die ersten Bewerber aufgenommen, deren Ausbildung vier bis sechs Wochen dauerte. Die damaligen Anforderungen wurden wie folgt beschrieben.: „ungewöhnliche Geisteskraft, momentane Auffassungsgabe, Freisinnigkeit gepaart mit innigem Pflichtgefühle, Anständigkeit im Privatleben und urbane Zuvorkommenheit, ja selbst ein höherer Grand der Eleganz im ämtlichen Verkehre sind unabweisliche Erfordernisse eines Sicherheitsbeamten“.
Die Schulung der Sicherheitswache erfolgte anfänglich in einem sechswöchigen Lehrgang, während die weitere Ausbildung den Bezirksabteilungen überlassen blieb. Die gesteigerten dienstlichen Anforderungen machten eine Ausweitung und Vertiefung dieser bald als ungenügend empfundenen Ausbildung notwendig.
Am 1. November 1902 wurde eine eigene Schulabteilung errichtet, die in den Kasernen auf der Landstraßer Hauptstraße, später auch in der Kaserne in der Postgasse 7 Unterkunft fand. Der neueingetretene Wachebewerber, der damals „Reserveschüler“ hieß, wurde zunächst durch Rayonsinspektoren in einem achtmonatigen Vorbereitungskurs mit den Grundbegriffen seines zukünftigen Dienstes vertraut gemacht, woran sich als Überbau ein zehnmonatiger Hauptkurs anschloss, in dem der Unterricht durch rechtskundige Beamte erteilt wurde. Die Ausbildungszeit wurde auf ein Jahr verlängert.
In enger Verbindung mit dem theoretischen Unterricht stand die Einführung in den praktischen Dienst, der in den Schulwachzimmern in der Kumpfgasse und im Gebäude des Kunstgewerbemuseums unter Kontrolle der Instruktoren zu leisten war. Die Schüler wurden zu Ausbildungseinheiten von je 25 bis 30 Mann, „Kameradschaften“ genannt, zusammengefasst und einem Instruktor unterstellt, der für die Ausbildung seiner Schüler verantwortlich war. Die Schulabteilung musste 1915 ihren Unterricht einstellen, da rund 70 % des Standes zur militärischen Dienstleistung im Ersten Weltkrieg einrücken mussten.
Die Elementarschulausbildung der Sicherheitswache konnte im Jahr 1919 nur drei bis vier Monate dauern, da die gesteigerten dienstlichen Anforderungen und das neueingeführte bzw. wiedereingeführte Drei-Gruppen-System eine rasche Auffüllung des durch den Krieg zusammengeschmolzenen Standes verlangte. Diese überstürzte Einstellung machte auch die vorübergehende Benützung neuer Schulkasernen (Augartenpalais, Hofstallungen, Hofburg und Schloss Schönbrunn) notwendig, da die alten Schulkasernen in der Postgasse und Landstraßer Hauptstraße der raschen Ständevermehrung nicht mehr genügend Raum boten.
Bereits 1920 wurde die Ausbildungszeit auf ein Jahr erweitert und der gesamte Schulbetrieb in die ehemalige Schwarzenbergkaserne, nunmehr Marokkanerkaserne, zusammengezogen. Dort wurden – entgegen bisheriger Gepflogenheit – Schul- und Schlafräume voneinander getrennt angelegt und die Ausbildung auf den Grundsätzen der modernen Unterrichtswissenschaft aufgebaut. Im Jahr 1924 wurde die zweijährige Elementarschulausbildung eingeführt, was durch den Ausfall von Anwärtern mit militärischer Disziplin und durch die Vermehrung des Unterrichtsstoffes begründet war. Von diesen zwei Unterrichtsjahren entfielen vier Monate auf einen Vorbereitungskurs, an dem der Sicherheitwacheanwärter in Zivil teilnahm, um mit den Grundbegriffen des polizeilichen Dienstes vertraut gemacht zu werden. An ihn schloss sich der zwölfmonatige Hauptkurs mit streng systematischer Ausbildung in allen polizeilichen Wissenszweigen an, worauf der Sicherheitswacheanwärter vier Monate in einem Schulwachzimmer unter Aufsicht eines Instruktors praktischen Dienst probeweise leisten musste. Bei zufriedenstellendem Ergebnis wurde er zu einem viermonatigen Schlusskurs zugelassen, in dem das gesamte bisher erworbene Wissen zusammenfassend abgerundet wurde.
Nach dem Zweiten Weltkrieg wurden im Jahr 1945 in der allerersten Zeit „Zehn-Tage-Kurse“ in der Müllnerkaserne abgehalten. Später errichtete man eine provisorische Polizeischule im städtischen Armenhaus in der Rochusgasse 8. Am 18. Jänner 1946 erfolgte die Eröffnung der Polizeischule in der Rossauer Kaserne. Im Jahr 1953 übersiedelte die Schulabteilung der Sicherheitswache wieder in die Marokkanerkaserne.
In den Jahren von 1974 bis 1984 bestand im Verband der Schulabteilung das Modell der Polizeipraktikanten. Dabei wurden fünfzehnjährige Burschen nach Absolvierung der Schulpflicht in die Polizeischule aufgenommen und die polizeilichen Qualifikationen innerhalb von drei Jahren nach dem Modell eines Lehrberufs erworben.
Gegen Ende der Geschichte des Bundessicherheitswachekorps mussten Interessenten für die Aufnahme in den Sicherheitswachedienst neben der österreichischen Staatsbürgerschaft und Unbescholtenheit vor allem körperliche Tauglichkeit vorweisen. Das Aufnahmsverfahren bestand aus der schriftlichen Aufnahmsprüfung, der ärztlichen Untersuchung, dem medizinischen Bewegungskoordinationstest und einem Aufnahmegespräch.
Mit Beginn des Ausbildungskurses erhielt der Bewerber eine Planstelle der Verwendungsgruppe E2c (Aspirant).

### Grundausbildung
Die Grundausbildung bestand aus drei Abschnitten:
- Basisteil (5 Monate): theoretische Ausbildung
- Praktikum (2 Monate): praktische Ausbildung am Wachzimmer
- Hauptteil (14 Monate): theoretische Ausbildung im Bildungszentrum.

Bereits während der Ausbildung konnten Schüler zu Dienstversehungen z. B. bei Großveranstaltungen herangezogen werden.

### Weiterführende Ausbildung
Je nach Personalbedarf bestand, nach Ablegen einer vorherigen Auswahlprüfung, die Möglichkeit zur Weiterbildung:
- Ausbildung zum Dienstführenden Beamten („Charge“): nach mindestens 5-jähriger Dienstzeit; Kursdauer: 6 Monate
- Ausbildung zum Leitenden Beamten („Offizier“): nach mindestens einjähriger Dienstzeit mit Matura bzw. B-Matura, oder 3-jähriger Dienstzeit ohne Matura als Dienstführender Beamter; Kursdauer: 2 Jahre
- Ausbildung zum Dienst im Kriminalbeamtenkorps (Kriminalbeamter): nach mindestens 4-jähriger Dienstzeit; Kursdauer: 6 Monate.

## Dienstbetrieb
Der Dienstbetrieb unterschied sich je nach Aufgabenbereich der Dienststelle. Der Großteil der Dienststellen, welche als Wachzimmer bezeichnet wurden, waren mit den allgemeinen, ordentlichen polizeilichen Agenden (siehe unten in „Aufgaben und Befugnisse“) betraut. Beamte der Verkehrsabteilung waren mit Aufgaben der Überwachung und Lotsung des Verkehrs, Lotsungen allgemein, Schwerpunktkontrollen (Planquadrate) und Großveranstaltungen (Zu- und Abfahrtsregelungen) betraut. Im Donaudienst standen die Überwachung des Motorboot- und Schiffsverkehrs, Fischerkontrollen und Hilfeleistungen in Donaubereich im Mittelpunkt. Die Diensthundeabteilung war zuständig für den Streifendienst mit Hund, Suchtgift-, Sprengstoff- und Fährtensuche, Großveranstaltungen und die Durchsuchung von Fahrzeugen und Gebäuden. Den Beamten der WEGA (Wiener Einsatzgruppe Alarmabteilung) oblagen alle Amtshandlungen mit höherem Gefährdungsgrad (Demonstrationen und Großveranstaltungen).
Charakteristisch für den Dienst in der Sicherheitswache war neben Uniform und Bewaffnung auch der Dienst zu Tag- und Nachtzeiten und an Wochenenden und Feiertagen, der vor allem von den dienstführenden und eingeteilten Beamten verrichtet wurde.

## Dienstgrade
Der Amtstitel jedes SWB war Exekutivbediensteter (EB). Zusätzlich wurde ihm anlässlich seiner Anstellung in den Bundesdienst ein Dienstgrad als Verwendungsbezeichnung (früher Amtstitel) verliehen. Beamtinnen führten, soweit sprachlich möglich, die Dienstgrade in weiblicher Form (z. B. Revierinspektorin oder Oberleutnantin). Die Dienstgrade der Bundespolizei ließen sich in drei Gruppen einteilen:
Eingeteilte Beamte
- Aspirant
- Inspektor
- Revierinspektor (nach 6 Dienstjahren)
- Gruppeninspektor/E2b(ab Erreichen der Gehaltsstufe 15)

Die Dienstgrade der eingeteilten Beamten lauteten bis in die 1960er Jahre hinein (Pragmatisierter, d. h. auf Lebenszeit verbeamteter) Wachmann (ein sechspitziger Silberstern), Oberwachmann (zwei Sterne) und Rayonsinspektor (drei Sterne). Die Pragmatisierung besteht nach wie vor.
Dienstführende Beamte
- Gruppeninspektor
- Bezirksinspektor
- Abteilungsinspektor
- Kontrollinspektor
- Chefinspektor

Der Einstiegsdienstgrad der dienstführenden Beamten war früher Revierinspektor als Wachkommandant eines Wachzimmers (heute: Polizeiinspektion, Obereinheit mehrerer Rayons).
Leitende Beamte
- Leutnant
- Oberleutnant
- Hauptmann
- Major
- Oberstleutnant
- Oberst
- Brigadier
- General

In Wien wurde für den Leiter des Wachkörpers zusätzlich zum Dienstgrad seit 1933 die Amtsbezeichnung Generalinspektor verwendet. In den Korps in den Bundesländern und in Wien bis 1933 lautete die Bezeichnung Zentralinspektor.
| 1946                     | 1957                      | 1967                    |
| ------------------------ | ------------------------- | ----------------------- |
| Leitende Beamte          |                           |                         |
| Polizeigeneral           |                           |                         |
| Polizeioberst            |                           |                         |
| Polizeioberstleutnant    |                           |                         |
| Polizeimajor             | Polizeimajor 1. Kl.       | Polizeimajor            |
| Polizeistabsrittmeister  | Polizeimajor 2. Kl.       | Polizeimajor            |
| Polizeirittmeister       | Polizeirittmeister 1. Kl. | Polizeirittmeister      |
| Polizeirittmeister       | Polizeirittmeister 2. Kl. | Polizeirittmeister      |
| Polizeioberleutnant      |                           |                         |
| --                       | Polizeileutnant           | Polizeileutnant         |
| Dienstführende Beamte    |                           |                         |
| Polizeikontrollinspektor | Polizeigruppeninspektor   | Polizeigruppeninspektor |
| Polizeibezirksinspektor  |                           |                         |
| Polizeirevierinspektor   |                           |                         |
| Eingeteilte Beamte       |                           |                         |
| Polizeirayonsinspektor   |                           |                         |
| Polizeioberwachmann      |                           |                         |
| Polizeiwachmann          |                           |                         |

| Sicherheitswachezentralinspektor     |
| Sicherheitswacheoberinspektor 1. Kl. |
| Sicherheitswacheoberinspektor 2. Kl. |
| Sicherheitswacheabteilungsinspektor  |
| Sicherheitswachebezirksinspektor     |
| Sicherheitswacherevierinspektor      |
| Sicherheitswacherayonsinspektor      |
| Sicherheitsoberwachmann              |
| Sicherheitswachmann                  |

## Abzeichen und Uniformierung

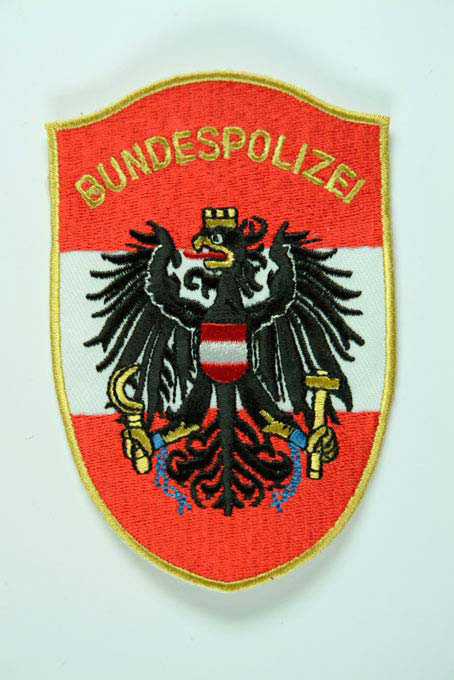
Ärmelabzeichen des Bundessicherheitswachekorps

Dienstnummernabzeichen wie es nach dem Zweiten Weltkrieg bis in die 1960er verwendet wurde

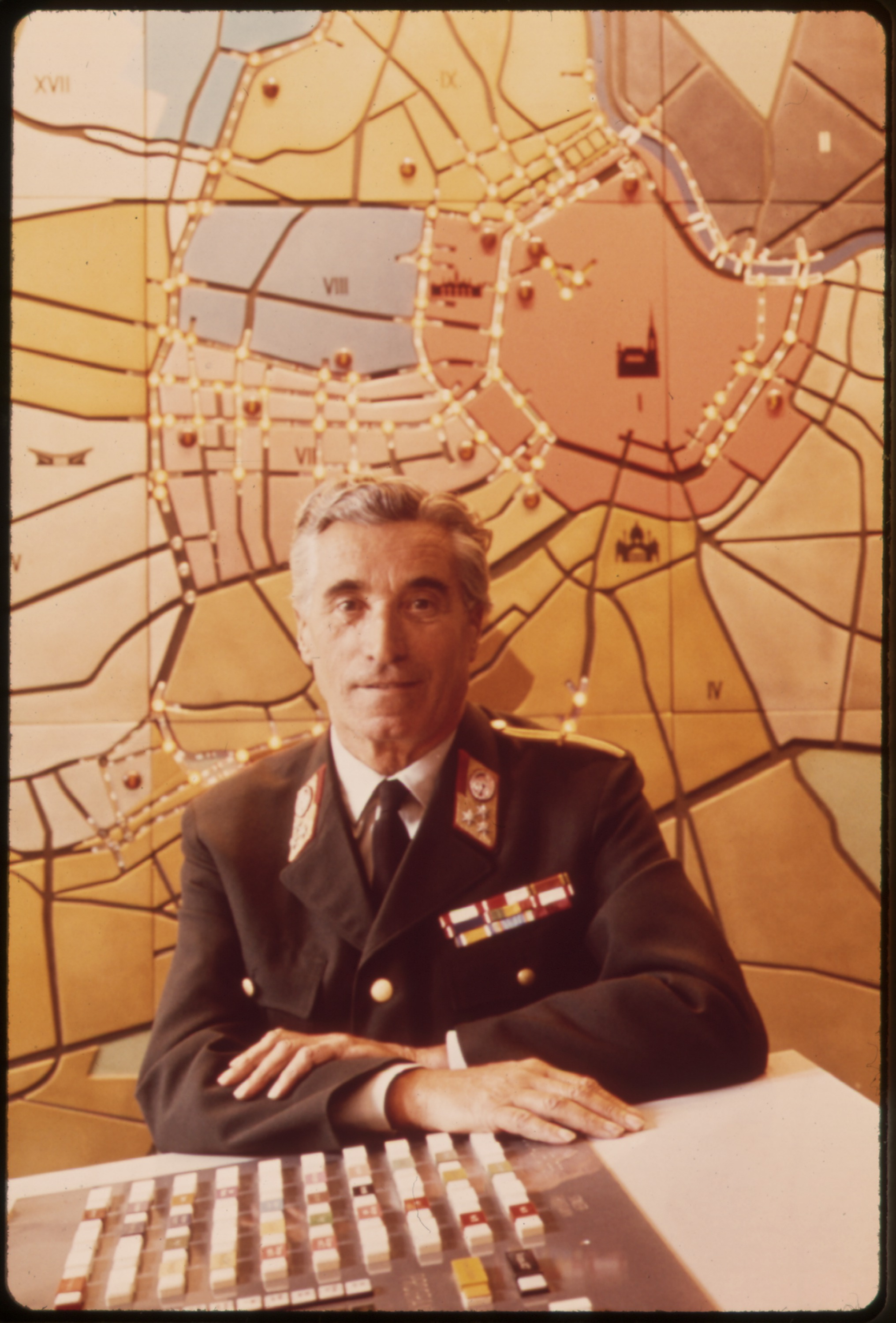
Oberst der Sicherheitswache im Jahr 1973

Dienstgradabzeichen des Bundessicherheitswachekorps

Das Abzeichen der Sicherheitswache zeigt im unteren Teil eine gezinnte Quadermauer, die von Hals und Kopf sowie einem Teil der rechten Flügelachse eines Adlers überragt wird. Die Stadtmauer symbolisiert die Stadt und deren Bevölkerung, über der das durch den Adler dargestellte Bundessicherheitswachekorps schützend wacht. Der züngelnde, gewaffnete Adler weist auf die Wehrhaftigkeit und Wachsamkeit hin.
Die Uniformierung bestand in der Anfangszeit aus einem schwarz-grauen Mantel, welcher dunkelgrün und pompadourrot eingefasst war. Als Kopfbedeckung diente zunächst ein schwarzer, steifer Filzhut, wie er ebenfalls von der Gendarmerie seit 1860 anstelle der Pickelhaube getragen wurde. 1883 wurde der Filzhut durch einen schwarz lackierten Blechelm ersetzt. Die Reiter der Polizei trugen bis über die Knie reichende Stulpstiefel, weiße Stulphandschuhe sowie eine schwarze Kartusche mit dem k.k. Adler.
Die Rangabzeichen bestanden aus silbernen Metalllitzen am Stehkragen; die Chargen trugen Silberborten am Mützenrand und am Ärmelaufschlag sowie eine silberdurchwirkte Säbelquaste. Die Schulterstücke (Epauletten) der leitenden Beamten waren aus weißfärbigem Metall und rot gefüttert; die Oberbeamten trugen silber-gestickte Fransenepauletten. Auf dem metallenen Ringkragen, im Volksmund „Halbmond“ genannt, war die Dienstnummer aufgesetzt.
Ab 1892 wurde im Dienst immer der dunkelgrüne Waffenrock und der Helm getragen. Nach dem Ersten Weltkrieg wurden infolge des Rohstoffmangels von den Siegermächten khakifarbene Felduniformen angeschafft; erst 1924 wurde wieder die traditionelle, dunkelgrüne Uniform eingeführt. Die Wachebeamten trugen ab dann dunkelgrüne Rockblusen, Mäntel und Tellerkappen sowie schwarze Hosen.
Die Uniform wurde im Laufe der Jahrzehnte immer wieder mit Verspätung aber doch, den jeweiligen Gegebenheiten und dem Stand der Technik angepasst, so dass vor der Auflösung des Bundessicherheitswachekorps folgende Uniform in Verwendung war:
Die normale Exekutivdienstuniform (EU) der Sicherheitswache bestand bis 1. Juli 2005 aus
- wahlweise flaschengrüner oder weißer Tellerkappe (für Verkehrsdienst) oder blauer Schirmkappe („Baseballkappe“), schwarzes Barett für Sondereinsätze
- schwarzer Mehrzweckhose
- wahlweise graublauem Hemd oder grauem Polohemd
- aus flaschengrüner Mehrzweckjacke (bzw. Einsatzjacke oder Fleecejacke).

Die Dienstgradabzeichen waren als Aufschubdienstgradabzeichen auf den Schultern angebracht.
Die für festliche Anlässe geschaffene, aber von E1-Beamten auch im regulären Dienst getragene Repräsentationsuniform (RU) bestand aus
- flaschengrüner Tellerkappe
- schwarzer Uniformhose
- weißem Hemd
- flaschengrünem Uniformrock.

Die Dienstgradabzeichen waren hier als Kragenplatten auf dem Uniformrock und als Schulterabzeichen auf dem Hemd abgebracht.
Fallweise gab es auch eine RU mit weißem Uniformrock, welcher aber vorzugsweise von der Polizeimusik sowie E1-Beamten verwendet wurde. Abgesehen von den Beamten der Polizeimusik musste der weiße Uniformrock auf eigene Kosten beschafft werden. Für Spezialeinheiten gab es verschiedene Overalls und Barette, wie
- Diensthundeführer: dunkelgrauer Overall, grünes Barett
- WEGA: schwarzer Overall, rotes Barett
- EE Wien: hellgrauer Overall, herkömmliches schwarzes Barett

Bei Arbeitsdiensten (z. B. Aufstellen von Tretgittern) wurde üblicherweise ein grüner Overall getragen.

## Waffen und Gerät

### Dienstwaffen
Als Dienstwaffe stand den Beamten die Pistole GLOCK 17, insbesondere Spezialeinheiten darüber hinaus das Sturmgewehr 77 oder Steyr AUG mit kurzem Lauf, sowie die Granatpistole MZP 1 von Heckler & Koch zur Verfügung. Weiters waren Tränengaswurfkörper, Ablenkgranaten mit Blitz- und Knalleffekten sowie Tonfa-Schlagstöcke je nach Einsatzumständen in Verwendung.

### Gerät
Neben Streifenwagen verschiedener Hersteller und Typen sowie Diensthubschraubern verfügte z. B. die Sonderabteilung „Kranich“ über Pandur-Radpanzer.
Je nach Bedarf waren Schutzschilde, Schutzhelme, Fahrzeugschnellsperren (Vorrichtungen mit Spitzen zum Ablassen der Reifenluft von überfahrenden Kraftfahrzeugen), Schutzschilde aus Panzerglas, verkehrspolizeiliche Anhaltekellen und natürlich Handschellen bzw. Schnellbinder („Handschellen“ aus Plastik für Großveranstaltungen) im Einsatz.

## Trivia
Im Wien der Zwischenkriegszeit entstand der leicht despektierliche Begriff Mistelbacher für Sicherheitsbeamte, da das Sicherheitswachekorps zu dieser Zeit eine Ausbildungskaserne bzw. ein Erholungsheim für ihre Beamten in Mistelbach (Niederösterreich) unterhielt. Ebenso kam zu dieser Zeit ein überdurchschnittlicher Teil des Polizeinachwuchses aus der Region Mistelbach.